# حصن حتا

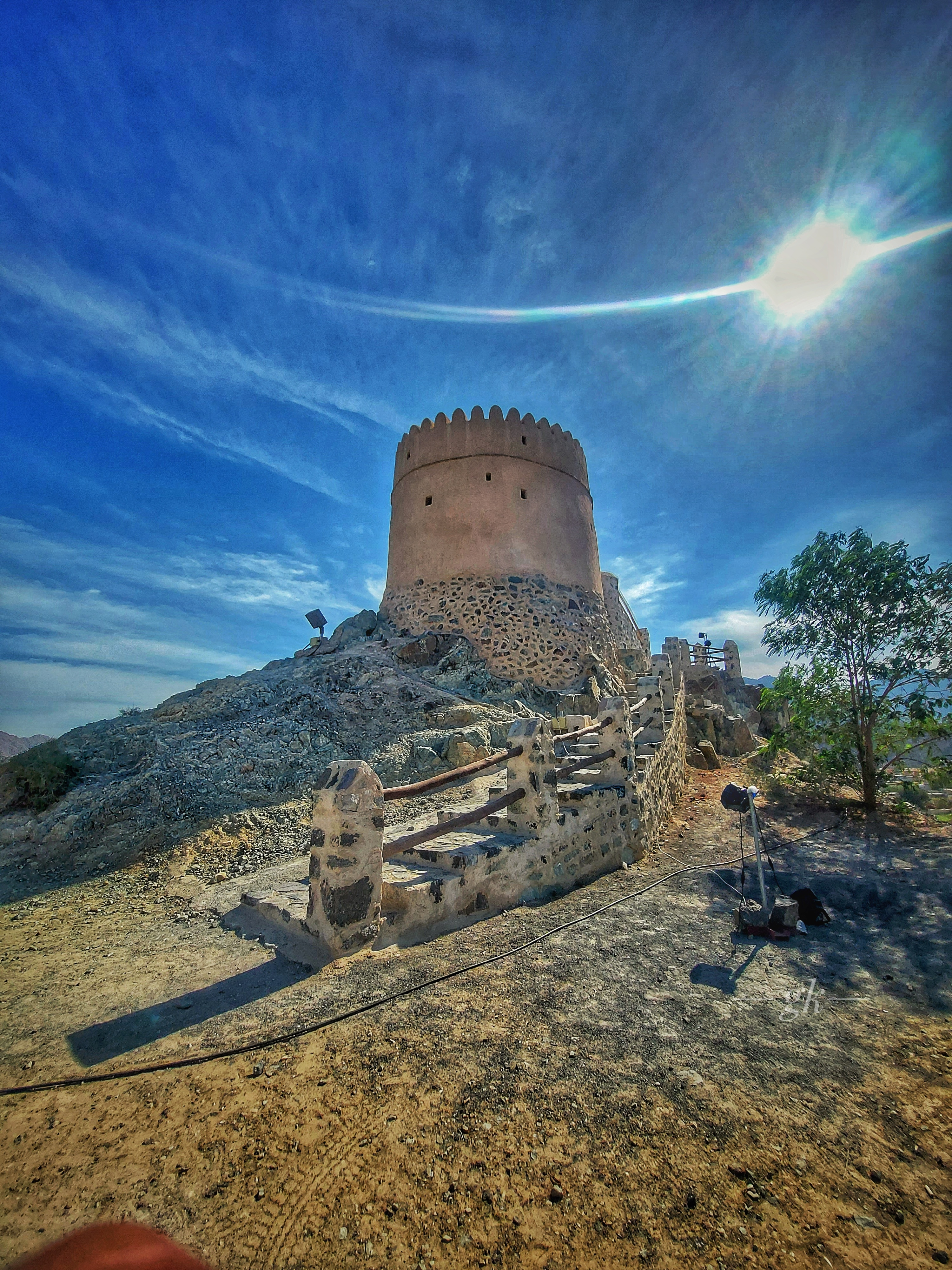
حصن حتا

حصن حتا قلعة تاريخية وموقع سياحي تقع في قرية حتا الإماراتية التي تبعد 130 كيلومتراَ جنوب غرب مدينة دبي. بُني عام 1896 م على يد الشيخ مكتوم بن حشر آل مكتوم مبنى دفاعيًا وسكنيًا في آن واحد واستخدم لبن الطوب والصخور الجبلية لبنائه وسقف بجذوع وسعف النخيل.
ويشمل فناء داخلي وبرج ارتفاعه 11 متر تّم تشييد برَجي المراقبة الدائريين والمطّلين على القرية الجبلية في ثمانينات القرن التاسع عشر، وهما يقعان على ارتفاع 5.2 مترًا عن مستوى سطح الأرض وقد أعيد ترميمه عام 1995. ويشمل بابًا صغيرًا ودرجًا شبه دائري يؤّدي إلى السطح. وقد اعتاد الحّراس الاستعانة بالِحبال لتسلق البرجين والدخول إليهما.
ويوجد في الحصن كذلك متحف مصغر للسيوف والخناجر والأسلحة النارية المستخدمة سابقاً في قتال الأعداء وصوراً توضح شكل القلعة السابق.
يقع قرب الحصن فندق سياحي يدعى فندق حصن حتا ومزرعة أشجار نخيل على ُبعد مسافٍة قصيرة من الحصن وُيطلق عليها اسم حديقة الشريعة. وكذلك تقع حديقة التل في حتا بجوار القرية والتي تّم تشييدها عام 2004 .وتشتهُر الحديقة باستضافتها الُّنزهات وحفلات الشواء في الهواء الطلق كما تضّم برجًا يشكل موقعًا استراتيجيًا ممّيزًا.